# Episodi di Holby City (quattordicesima stagione)
La quattordicesima stagione della serie televisiva Holby City è stata trasmessa in anteprima nel Regno Unito da BBC One tra il 18 ottobre 2011 e il 9 ottobre 2012.
| nº | Titolo originale          | Titolo italiano | Prima TV UK       | Prima TV Italia |
| -- | ------------------------- | --------------- | ----------------- | --------------- |
| 1  | Keep on Keeping On        |                 | 18 ottobre 2011   |                 |
| 2  | Culture Shock             |                 | 25 ottobre 2011   |                 |
| 3  | Shame                     |                 | 1º novembre 2011  |                 |
| 4  | Under the Skin            |                 | 8 novembre 2011   |                 |
| 5  | Devil in the Detail       |                 | 15 novembre 2011  |                 |
| 6  | No Shortcuts              |                 | 22 novembre 2011  |                 |
| 7  | See You on the Ice        |                 | 29 novembre 2011  |                 |
| 8  | The Hand That Bites       |                 | 6 dicembre 2011   |                 |
| 9  | Personal Injury           |                 | 13 dicembre 2011  |                 |
| 10 | Half Empty                |                 | 20 dicembre 2011  |                 |
| 11 | Wise Men                  |                 | 27 dicembre 2011  |                 |
| 12 | When the Hangover Strikes |                 | 3 gennaio 2012    |                 |
| 13 | Hide Your Love Away       |                 | 10 gennaio 2012   |                 |
| 14 | She's Electric            |                 | 17 gennaio 2012   |                 |
| 15 | Butterflies               |                 | 24 gennaio 2012   |                 |
| 16 | Here and Now              |                 | 31 gennaio 2012   |                 |
| 17 | The Best Man              |                 | 7 febbraio 2012   |                 |
| 18 | Awarded                   |                 | 14 febbraio 2012  |                 |
| 19 | What You Wish For         |                 | 21 febbraio 2012  |                 |
| 20 | Fight the Good Fight      |                 | 28 febbraio 2012  |                 |
| 21 | Fresh Blood               |                 | 6 marzo 2012      |                 |
| 22 | The Ties That Bind        |                 | 13 marzo 2012     |                 |
| 23 | Eastern Promise           |                 | 20 marzo 2012     |                 |
| 24 | Got No Strings            |                 | 27 marzo 2012     |                 |
| 25 | Throw in the Towel        |                 | 3 aprile 2012     |                 |
| 26 | Equilibrium               |                 | 10 aprile 2012    |                 |
| 27 | Ribbons                   |                 | 17 aprile 2012    |                 |
| 28 | Half a Person             |                 | 24 aprile 2012    |                 |
| 29 | Coercion                  |                 | 1º maggio 2012    |                 |
| 30 | A Woman's Work            |                 | 8 maggio 2012     |                 |
| 31 | Wolf's Clothing           |                 | 15 maggio 2012    |                 |
| 32 | Double Bubble             |                 | 22 maggio 2012    |                 |
| 33 | Kids' Stuff               |                 | 29 maggio 2012    |                 |
| 34 | Last Day on Earth         |                 | 5 giugno 2012     |                 |
| 35 | Unsafe Haven (Part 1)     |                 | 12 giugno 2012    |                 |
| 36 | Unsafe Haven (Part 2)     |                 | 19 giugno 2012    |                 |
| 37 | Long Way Down             |                 | 26 giugno 2012    |                 |
| 38 | Stepping Up to the Plate  |                 | 3 luglio 2012     |                 |
| 39 | Only You                  |                 | 10 luglio 2012    |                 |
| 40 | Last Man Standing         |                 | 17 luglio 2012    |                 |
| 41 | From Here to Maternity    |                 | 24 luglio 2012    |                 |
| 42 | Breathless                |                 | 31 luglio 2012    |                 |
| 43 | Crimes and Misdemeanours  |                 | 7 agosto 2012     |                 |
| 44 | You and Me                |                 | 14 agosto 2012    |                 |
| 45 | The Devil Will Come       |                 | 21 agosto 2012    |                 |
| 46 | Taxi for Spence           |                 | 28 agosto 2012    |                 |
| 47 | I'm Sticking with You     |                 | 4 settembre 2012  |                 |
| 48 | Devil's Dance             |                 | 11 settembre 2012 |                 |
| 49 | A Crack in the Ice        |                 | 18 settembre 2012 |                 |
| 50 | Hold on Me                |                 | 25 settembre 2012 |                 |
| 51 | Blood Money               |                 | 2 ottobre 2012    |                 |
| 52 | When Sacha Met Chrissie   |                 | 9 ottobre 2012    |                 |